# Episodi di American Playhouse (quinta stagione)
La quinta stagione della serie televisiva American Playhouse è stata trasmessa in anteprima negli Stati Uniti d'America tra il 20 gennaio 1986 e il 16 giugno 1986.
| nº | Titolo originale                        | Titolo italiano | Prima TV USA     | Prima TV Italia |
| -- | --------------------------------------- | --------------- | ---------------- | --------------- |
| 1  | The Rise and Rise of Daniel Rocket      |                 | 20 gennaio 1986  |                 |
| 2  | The Roommate                            |                 | 27 gennaio 1986  |                 |
| 3  | Valentine's Revenge                     |                 | 3 febbraio 1986  |                 |
| 4  | Adventures of Huckleberry Finn (Part 1) |                 | 10 febbraio 1986 |                 |
| 5  | Adventures of Huckleberry Finn (Part 2) |                 | 17 febbraio 1986 |                 |
| 6  | Adventures of Huckleberry Finn (Part 3) |                 | 24 febbraio 1986 |                 |
| 7  | Adventures of Huckleberry Finn (Part 4) |                 | 3 marzo 1986     |                 |
| 8  | Tell Me a Riddle                        |                 | 17 marzo 1986    |                 |
| 9  | The Little Sister                       |                 | 7 aprile 1986    |                 |
| 10 | The House of Ramon Iglesia              |                 | 14 aprile 1986   |                 |
| 11 | A Flash of Green                        |                 | 21 aprile 1986   |                 |
| 12 | Damien                                  |                 | 28 aprile 1986   |                 |
| 13 | Rocket to the Moon                      |                 | 5 maggio 1986    |                 |
| 14 | A Case of Libel                         |                 | 12 maggio 1986   |                 |
| 15 | Painting Churches                       |                 | 19 maggio 1986   |                 |
| 16 | Roanoak (Part 1)                        |                 | 26 maggio 1986   |                 |
| 17 | Roanoak (Part 2)                        |                 | 2 giugno 1986    |                 |
| 18 | Roanoak (Part 3)                        |                 | 9 giugno 1986    |                 |
| 19 | Sunday in the Park with George          |                 | 16 giugno 1986   |                 |